# Galidiinae
Galidiinae — підродина ссавців із родини фаланукових (Eupleridae). Ендеміки Мадагаскару.

## Філогенетика
Внутрішньопідродинні філогенетичні взаємовідносини Galidiinae показані на кладограмі:

|  | Galidictis fasciata — широкосмуга вонцира |
|  |                                           |

| Salanoia    | \| \| Salanoia concolor — салано, або бурохвоста вонцира \| \| \| \| |
|             | \| \| Salanoia concolor — салано, або бурохвоста вонцира \| \| \| \| |
| Mungotictis | Mungotictis decemlineata — букибуки                                  |
|             | Mungotictis decemlineata — букибуки                                  |
|             | Salanoia concolor — салано, або бурохвоста вонцира                   |
|             |                                                                      |

|  | Salanoia concolor — салано, або бурохвоста вонцира |
|  |                                                    |

|  | Galidictis fasciata — широкосмуга вонцира |
|  |                                           |

| Salanoia    | \| \| Salanoia concolor — салано, або бурохвоста вонцира \| \| \| \| |
|             | \| \| Salanoia concolor — салано, або бурохвоста вонцира \| \| \| \| |
| Mungotictis | Mungotictis decemlineata — букибуки                                  |
|             | Mungotictis decemlineata — букибуки                                  |
|             | Salanoia concolor — салано, або бурохвоста вонцира                   |
|             |                                                                      |

|  | Salanoia concolor — салано, або бурохвоста вонцира |
|  |                                                    |

|  | Galidictis fasciata — широкосмуга вонцира |
|  |                                           |

| Salanoia    | \| \| Salanoia concolor — салано, або бурохвоста вонцира \| \| \| \| |
|             | \| \| Salanoia concolor — салано, або бурохвоста вонцира \| \| \| \| |
| Mungotictis | Mungotictis decemlineata — букибуки                                  |
|             | Mungotictis decemlineata — букибуки                                  |
|             | Salanoia concolor — салано, або бурохвоста вонцира                   |
|             |                                                                      |

|  | Salanoia concolor — салано, або бурохвоста вонцира |
|  |                                                    |

|  | Galidictis fasciata — широкосмуга вонцира |
|  |                                           |

| Salanoia    | \| \| Salanoia concolor — салано, або бурохвоста вонцира \| \| \| \| |
|             | \| \| Salanoia concolor — салано, або бурохвоста вонцира \| \| \| \| |
| Mungotictis | Mungotictis decemlineata — букибуки                                  |
|             | Mungotictis decemlineata — букибуки                                  |
|             | Salanoia concolor — салано, або бурохвоста вонцира                   |
|             |                                                                      |

|  | Salanoia concolor — салано, або бурохвоста вонцира |
|  |                                                    |

Окрім 4 видів, наведених вище, були впроваджені ще два таксони, валідність яких надалі скасована. Galidictis grandidieri віднесено до складу Galidictis fasciata, а також Salanoia durrelli віднесено до складу Salanoia concolor.

## Морфологічна характеристика
Це хижі мангустоподібні тварини. Вага від 500 до 1500 грамів. Конституція струнка, череп плоский і довгий, кінцівки короткі, хвіст довгий і пухнастий. Кожен із чотирьох родів має характерний колірний малюнок: хвіст Galidia кільчастий із коричневими й чорними смугами; тіло Galidictis вкрите широкими смугами; у Mungotictis також є смуги по тілу, але вони вужчі й менш помітні; Salanoia має темно-коричневий волосяний покрив без кілець або смуг.